# 曹沫
曹 沬（そう かい、生没年不詳）は、中国春秋時代の魯の荘公に仕えた将軍。またの名を曹沫（そう ばつ）・曹劌（そう けい）・曹翽（そう かい）とも。斉の桓公に、今までに奪った魯の領地を返すよう脅迫して承諾させたことで知られる。

## 遂邑で
隣国で強国の斉は魯に度々攻めこんできて、曹沬は魯の将軍として防いだが防ぎきれず、領土を取られて行った。不利な魯は、遂邑の献上を申して和議を申し込んだ。桓公はそれを承諾した。盟約の席で荘公が遂邑献上の誓約書を書こうとすると、曹沬が飛び込んできて、匕首（暗器の一種）を桓公に突きつけた。曹沬は桓公に一喝して、自らの敗戦を償うべく、今までに取った魯の領地を返す事を強引に認めさせた。桓公が誓約書を書き終わると曹沬は匕首を投げ捨てた。

## 後日談
桓公は脅されて行った誓約など無効だと考え、臨淄に帰ると遂邑などを再び奪うための軍を起こそうとした。しかし宰相の管仲に「覇者としての信望を守るためには、たとえ脅されて行った約束でも守るべきだ」と諌められ、思いとどまった。

## 曹沬が登場する作品
- 宮城谷昌光 「侠骨記」（講談社文庫）